# Carla-Bayle
Carla-Bayle – miejscowość i gmina we Francji, w regionie Oksytania, w departamencie Ariège.
Według danych na rok 1990 gminę zamieszkiwało 578 osób, a gęstość zaludnienia wynosiła 16 osób/km² (wśród 3020 gmin regionu Midi-Pireneje Carla-Bayle plasuje się na 534. miejscu pod względem liczby ludności, natomiast pod względem powierzchni na miejscu 206.).